# Bruce Wilhelm
Bruce Douglas Wilhelm (13 de julho de 1945, em Watsonville, Califórnia) é um ex-levantador de peso olímpico e atleta de força (strongman) norte-americano.
Ele começou sua carreira na luta (wrestling) e depois se mudou para o atletismo, onde sagrou-se campeão no arremesso de peso, em 1963, e vice-campeão no arremesso de disco.  Ganhou medalha de prata nos Jogos Pan-Americanos de 1975 no levantamento de peso olímpico (na categoria acima de 110 kg) e terminou em 5º lugar nos Jogos Olímpicos de 1976, em Montreal.
Wilhelm venceu a competição World's Strongest Man (em português:  o homem mais forte do mundo), em sua versão inaugural em 1977 e venceu novamente em 1978. Ele, então, gastou vários anos, ajudando a organizar e ainda oficializar os próximos concursos. Ele era membro do conselho executivo do Comitê Olímpico dos Estados Unidos. Ele também esteve no Conselho Consultivo de Atletas por 8 anos, bem como o Comitê de Abuso de Substâncias e Drogas, o Comitê de Medicina Esportiva e o Comitê de Preparação de Jogos.
Também é autor de artigos e livros relacionados à força.